# Carl von Piloty

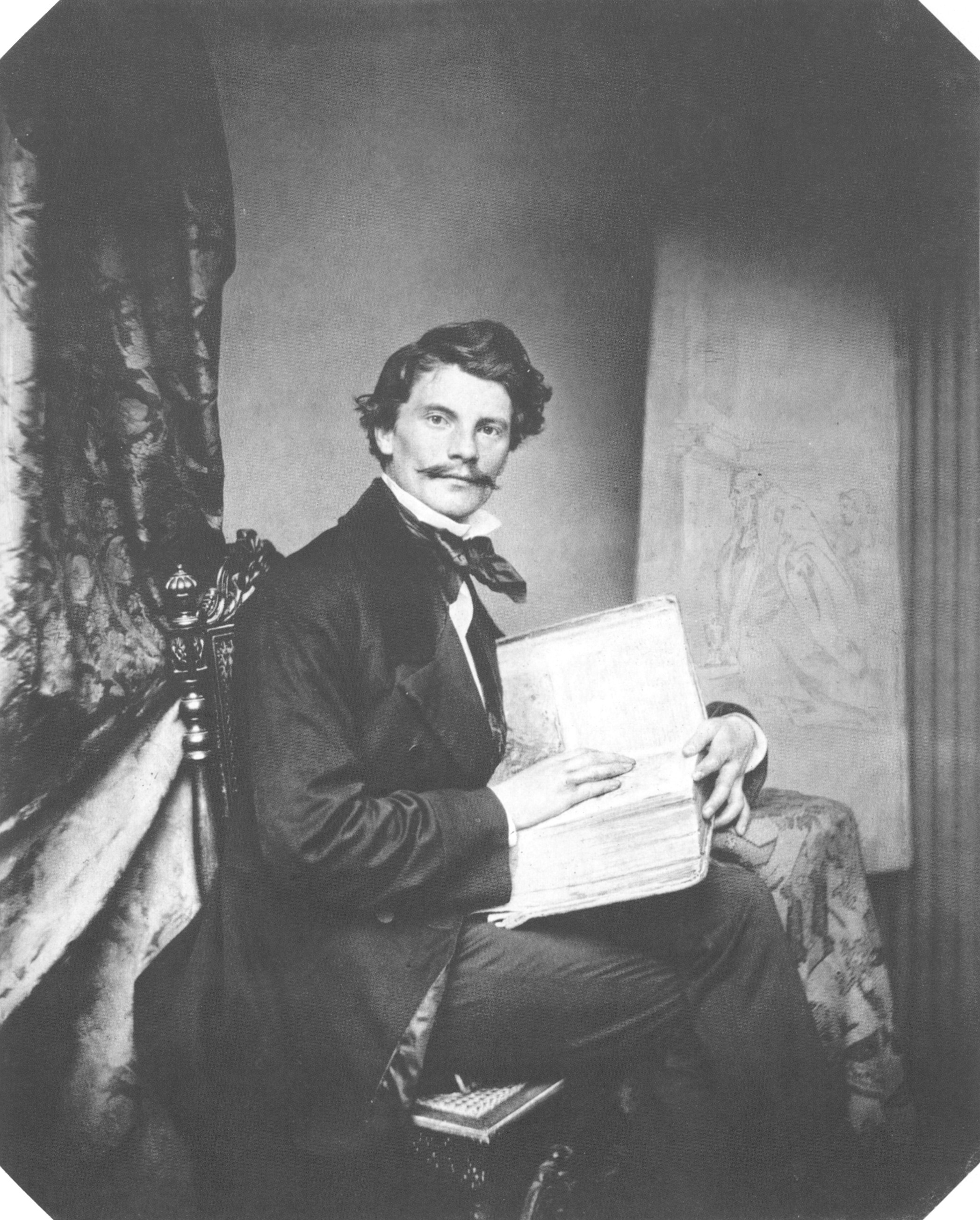
Carl von Piloty.

Carl Theodor von Piloty, även Karl, född 1 oktober 1826 i München, död 21 juli 1886 i Ambach am Starnberger See, var en tysk konstnär. Han var son till Ferdinand Piloty, bror till Ferdinand von Piloty samt far till Robert och Oskar Piloty.

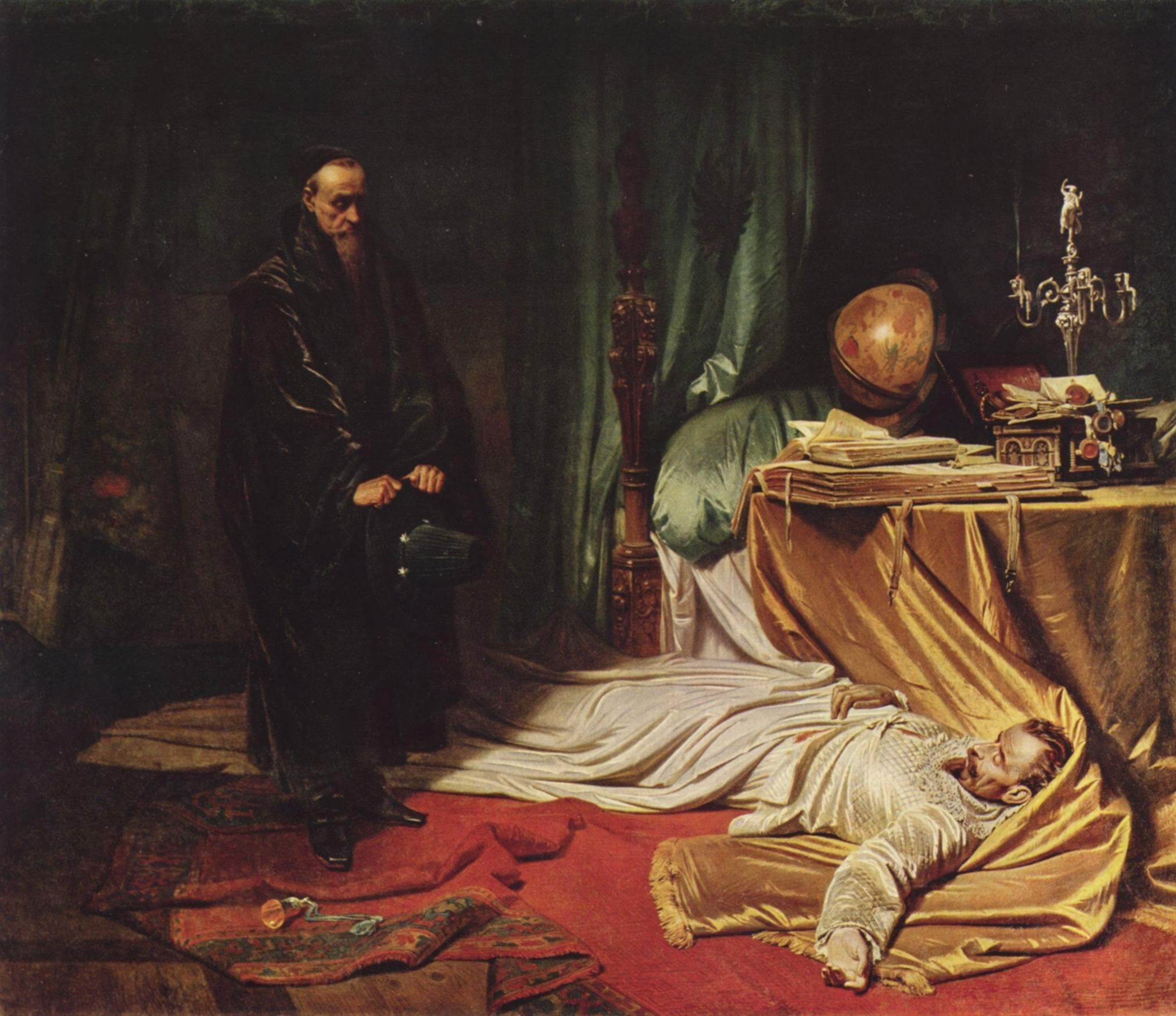
Seni vid Wallensteins lik.

Piloty arbetade efter faderns död på dennes verk över Münchengalleriet, studerade måleri i München för Schnorr och 1852 i Antwerpen och Paris, där han tog starkt intryck av Paul Delaroche och av den romantiska riktningens färgkonst. Han målade genretavlor (Amman, 1853), som blev berömda för gripande sanning och lysande teknik. Till historiemåleriet i stor skala övergick han med Grundandet av den katolska ligan (1854, Maximilianeum i München). Följande år tillkom Seni vid Wallensteins lik (Nya pinakoteket). Efter nya studier i Paris och två år i Rom målade han Nero vid Roms brand (fullbordad 1861). 
Så följde Gottfrid av Bouillons intåg i Jerusalem (Maximilianeum, 1862), Galilei i fängelset (museet i Köln), Wallensteins tåg till Eger, Mordet på Cæsar (1865), Columbus på sitt skepp (1866, Schackgalleriet i München), Maria Stuart mottar dödsdomen (1869), Tusnelda i Germanicus triumftåg (1873, Nya pinakoteket), Girondisternas sista färd, Münchens historia (allegori i rådhussalen, 1879), Under arenan (en romersk skald vid en ung kvinnas lik, 1882) och Alexanders död (krigarna hyllar den döende härskaren, 1887, Nationalgalleriet i Berlin, tavlan ej helt och hållet fullbordad).
Pilotys betydelse för Tyskland blev den, att han införde färg i det stora måleriet, som under ett halvt århundrade hållit sig inom "kartongstilen". Med honom ansågs kolorism och realism ha gjort sitt intåg i tyskt måleri. Det var i själva verket huvudsakligen Delaroches och Gallaits historiska stoffmåleri han upptog. Eftervärlden saknar luft och verklighetsintryck i hans färg, liksom den saknar osökt naturlighet i anordningen, som är visserligen effektfull, men avgjort teatralisk. Tusneldatavlan är en typisk scen ur en utstyrselopera. 
I det praktfulla iscensättandet av historiska episoder överträffade Piloty vad som var gjort före honom i Tyskland. Hans efterföljare överträffade honom i färgens friskhet och styrka, ett par av dem också i koloristisk prakt. Som lärare hade Piloty mycket stort inflytande. Han blev 1856 professor vid akademien och dess direktör 1874. Bland hans lärjungar märks Makart, Lenbach, Schmid, Defregger, Max, Grützner, Liezen-Mayer samt svenskarna Perséus och Hellqvist.